# Grand Prix automobile d'Autriche 1971
Résultats du Grand Prix automobile d'Autriche de Formule 1 1971 qui a eu lieu sur l'Österreichring le 15 août 1971.

## Classement
| Pos  | N° | Pilote             | Écurie           | Tours | Temps/Abandon      | Grille | Points |
| ---- | -- | ------------------ | ---------------- | ----- | ------------------ | ------ | ------ |
| 1    | 14 | Jo Siffert         | BRM              | 54    | 1 h 30 min 23 s 91 | 1      | 9      |
| 2    | 2  | Emerson Fittipaldi | Lotus-Ford       | 54    | + 4 s 12           | 5      | 6      |
| 3    | 8  | Tim Schenken       | Brabham-Ford     | 54    | + 19 s 77          | 7      | 4      |
| 4    | 3  | Reine Wisell       | Lotus-Ford       | 54    | + 31 s 87          | 10     | 3      |
| 5    | 7  | Graham Hill        | Brabham-Ford     | 54    | + 48 s 43          | 8      | 2      |
| 6    | 25 | Henri Pescarolo    | March-Ford       | 54    | + 1 min 24 s 51    | 13     | 1      |
| 7    | 24 | Rolf Stommelen     | Surtees-Ford     | 54    | + 1 min 37 s 42    | 12     |        |
| 8    | 17 | Ronnie Peterson    | March-Ford       | 53    | + 1 tour           | 11     |        |
| 9    | 10 | Jackie Oliver      | McLaren-Ford     | 53    | + 1 tour           | 22     |        |
| 10   | 23 | Peter Gethin       | BRM              | 52    | + 2 tours          | 16     |        |
| 11   | 16 | Helmut Marko       | BRM              | 52    | + 2 tours          | 17     |        |
| 12   | 19 | Nanni Galli        | March-Alfa Romeo | 51    | + 3 tours          | 15     |        |
| Nc.  | 27 | Mike Beuttler      | March-Ford       | 47    | Non classé         | 19     |        |
| Abd. | 12 | François Cevert    | Tyrrell-Ford     | 42    | Moteur             | 3      |        |
| Abd. | 11 | Jackie Stewart     | Tyrrell-Ford     | 35    | Transmission       | 2      |        |
| Abd. | 4  | Jacky Ickx         | Ferrari          | 31    | Moteur             | 6      |        |
| Abd. | 26 | Niki Lauda         | March-Ford       | 20    | Tenue de route     | 21     |        |
| Abd. | 22 | John Surtees       | Surtees-Ford     | 12    | Moteur             | 18     |        |
| Abd. | 5  | Clay Regazzoni     | Ferrari          | 8     | Moteur             | 4      |        |
| Abd. | 15 | Howden Ganley      | BRM              | 5     | Allumage           | 14     |        |
| Abd. | 9  | Denny Hulme        | McLaren-Ford     | 4     | Moteur             | 9      |        |
| Abd. | 28 | Jo Bonnier         | McLaren-Ford     | 0     | Fuite d'essence    | 20     |        |

Légende :
- Abd.=Abandon

## Pole position et record du tour
- Pole position : Jo Siffert en 1 min 37 s 44 (vitesse moyenne : 218,387 km/h).
- Tour le plus rapide : Jo Siffert en 1 min 38 s 47 au 29e tour (vitesse moyenne : 216,102 km/h).

## Tours en tête
- Jo Siffert : 54 (1-54)

## À noter
- 2e et dernière victoire pour Joseph Siffert.
- 1er et unique chelem pour Joseph Siffert (pole position, record du tour, victoire et course menée de bout en bout).
- 15e victoire pour BRM en tant que constructeur.
- 16e victoire pour BRM en tant que motoriste.
- À l'issue de cette course, Jackie Stewart est champion du monde des pilotes.
- 1er départ en Grand Prix pour Niki Lauda